# Katalin Károlyi
Dans le nom hongrois Károlyi Katalin, le nom de famille précède le prénom, mais cet article utilise l’ordre habituel en français Katalin Károlyi, où le prénom précède le nom.
Pour les articles homonymes, voir Károlyi.
Katalin Károlyi ([ˈkɒtɒlin], [ˈkaːɾoji]) est une mezzo-soprano hongroise. Elle chante à la fois le répertoire de l'opéra baroque et ceux de la musique de chambre et de la musique contemporaine.

## Formation
Katalin Károlyi commence ses études musicales par le violon avant d'étudier le chant.

## Carrière professionnelle
Elle commence avec le Studio Versailles Opéra sous la direction de René Jacobs. Puis elle chante la messe d'Igor Stravinsky sous la direction de Philippe Herreweghe, des œuvres de Debussy et Poulenc avec Laurence Equilbey, de Paul Van Nevel et Bernard Tétu ou David Robertson.
Elle chante des opéras baroques Le retour d'Ulysse dans sa patrie à l'Opéra-Comique  de Paris sous la direction de William Christie puis au festival d'Aix-en-Provence en juillet 2002.
En 2000, elle est dédicataire avec le groupe de percussion Amadinda (en) de l'œuvre de György Ligeti Síppal, dobbal, nádihegedűvel, cycle de mélodies sur des poèmes de Sándor Weöres, pour mezzo-soprano et quatuor de percussions.

## Discographie
- 1994 - Médée, opéra de Marc-Antoine Charpentier - William Christie (Les Arts florissants - Erato 4509-96558-2)
- 1995 - Il Sant'Alessio (Saint Alexis), drame sacré de Stefano Landi - William Christie (Les Arts Florissants - Erato  0630-14340-2)
- 1995 - La Descente d'Orphée aux enfers, opéra de Marc-Antoine Charpentier - William Christie (Les Arts florissants - Erato 0630-11913-2)
- 1995 - Les Plaisirs de Versailles, pastorale de Marc-Antoine Charpentier - William Christie (Les Arts florissants - Erato  0630-14774-2)
- 1996 - Hippolyte et Aricie, tragédie lyrique de Jean-Philippe Rameau - William Christie (Les Arts florissants - Erato 0630-15517-2)
- 1997 - La Senna Festeggiante (La Seine en fête), sérénade d'Antonio Vivaldi - Martin Gester (Le parlement de musique - Accord 206172)[Note 1]
- 1998 - Euridice de Jacopo Peri - Mireille Podeur (Les Arts Baroques - Maguelone B001GOH1HO - Live recording)[Note 2]
- 2000 - Síppal, dobbal, nádihegedűvel de György Ligeti (Teldec Classics  8573-87631-2)
- 2002 - Il ritorno d'Ulisse in patria, opéra de Claudio Monteverdi - William Christie (Les Arts florissants - Virgin Classics DVD 7243 4 90612 9 3)
- 2004 - Music for 18 Musicians de Steve Reich avec le groupe de percussion Amadinda (Hungaroton Classic 32179, live in Budapest)